# Chiesa apostolica in Italia
La Chiesa apostolica in Italia è una Chiesa cristiana evangelica di estrazione pentecostale italiana.

## Storia

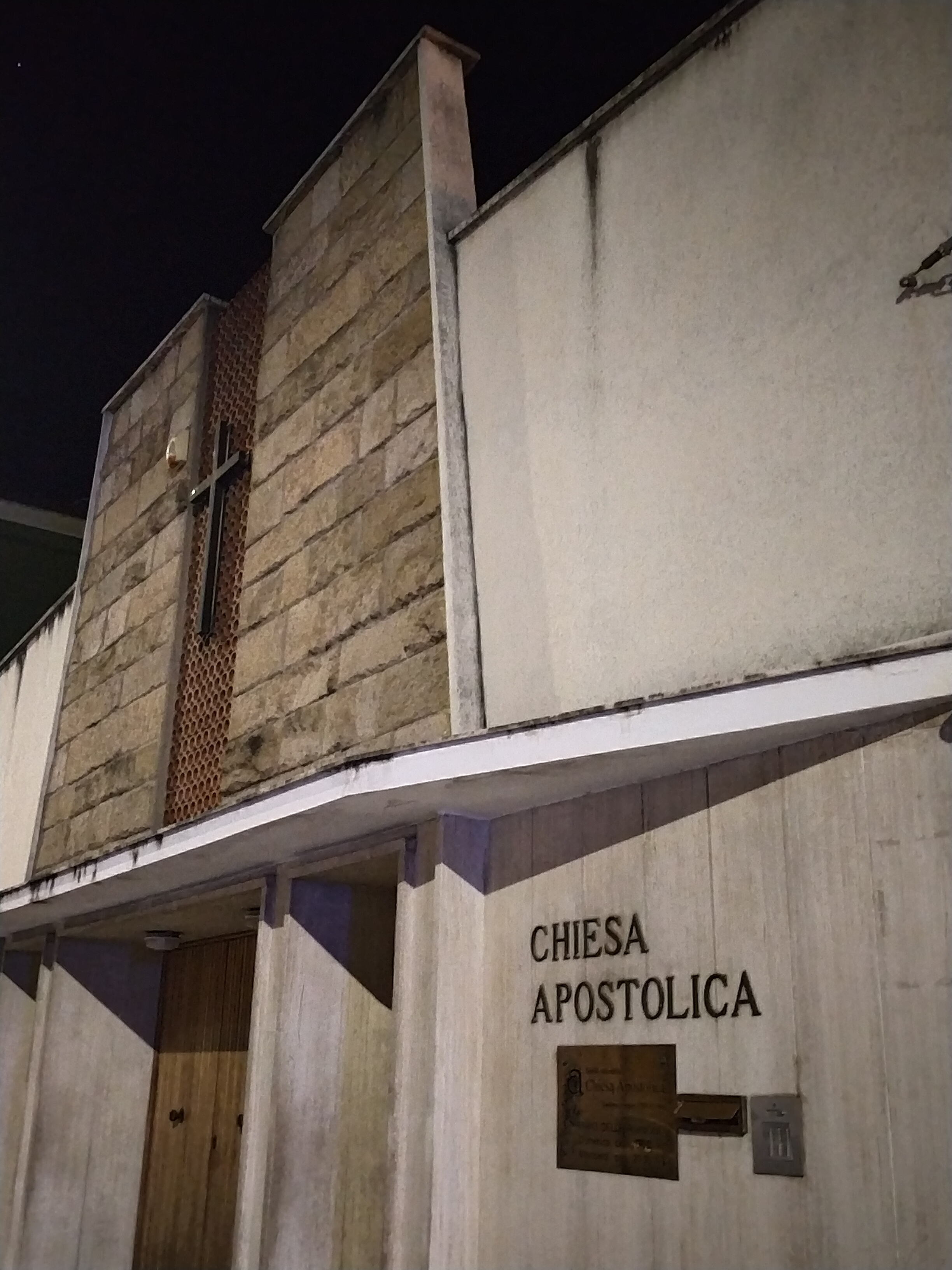
Chiesa Apostolica di Grosseto

Il movimento ha origine dalla Chiesa apostolica, un movimento nato nel Galles in seguito ad un risveglio religioso sviluppatosi tra il 1904 e il 1905.
La Chiesa apostolica è arrivata in Italia tramite alcuni missionari dalla Danimarca e, in seguito alla nascita nel 1927 di due piccole comunità a Civitavecchia e a Grosseto, si è ulteriormente sviluppata nel 1933 con l'arrivo dal Galles dei coniugi missionari Evans prima e della famiglia Thomas poi. Il primo locale di culto ufficiale venne aperto a Grosseto, in via Guglielmo Oberdan nel 1930.
Con l'avvento del fascismo, tutte le chiese non cattoliche, come le evangeliche, e soprattutto quelle di carattere pentecostale, furono perseguitate, e quindi anche quella apostolica, a seguito della "Circolare Buffarini Guidi", cioè la ratifica del Concordato del 1929 con la Chiesa cattolica. I missionari stranieri tornarono nei loro Paesi di origine e la guida di questa chiesa fu affidata al pastore Guido Ulivagnoli, un maresciallo dei carabinieri in pensione.
Il movimento ritornò a crescere intorno al 1949 con la nascita di gruppi a Castellammare di Stabia e in Sicilia. Nel 1958 dal Regno Unito viene inviato come missionario il pastore Iorwerth Howells che divenne presidente del Consiglio Nazionale della Chiesa.
Nel 1972 la Chiesa apostolica italiana diventa ufficialmente autonoma da quella britannica e nel 1985 subentrò il pastore Gianfranco Baldoni alla presidenza del Consiglio Nazionale della Chiesa.

## Riconoscimento giuridico e destinazione dell'8 per 1000
Con il secondo governo Berlusconi è stata portata a compimento la fase istruttoria di una intesa tra lo Stato e la Chiesa apostolica in Italia, siglata dal sottosegretario Gianni Letta ma non esaminata dal consiglio dei ministri. Ripresa in esame dal secondo Governo Prodi, la bozza di Intesa fu poi approvata dal Governo Monti a seguito di un Disegno di Legge proposto dal quarto Governo Berlusconi (2008-2011) e, a seguito della  discussione presso entrambe le Camere, venne infine firmata dal presidente del consiglio Prodi il 5 aprile 2007 e ratificata con legge 128 del 2012.
La Chiesa apostolica in Italia concorre alla ripartizione dell'Otto per mille dalla dichiarazione dei redditi del 2013.

## Dottrina
La dottrina della Chiesa apostolica in Italia, generalmente è similare a quella della altre chiese cristiane pentecostali, cioè viene posta particolare enfasi nella natura dei carismi, diretta espressione della sovranità dello Spirito Santo quanto alla loro distribuzione. Si crede nell'attualità dei doni spirituali, menzionati dall'apostolo Paolo nel Nuovo Testamento.

## Struttura organizzativa
Organi della Chiesa apostolica in Italia:
- Consiglio nazionale
- Presidente dell'esecutivo nazionale
- Esecutivo nazionale
- Commissioni per i ministeri
- Commissione per la finanza
- Consigli d'area
- Consigli distrettuali
- Consigli locali
- Centri di evangelizzazione

### Organizzazione territoriale
Il movimento è organizzato territorialmente in quattro "aree", suddivise a loro volta in "distretti".
| Aree         | Distretti                                              | Chiese locali |
| ------------ | ------------------------------------------------------ | ------------- |
| Area Nord    | Genova, Torino, Milano, Verona, Udine                  | 28            |
| Area Centro  | Firenze, Grosseto, Pisa, Livorno, Roma, Lazio, Abruzzo | 40            |
| Area Sud     | Napoli, Bari, Crotone                                  | 20            |
| Area Sicilia | Catania, Enna, Palermo, Messina                        | 24            |
| Totale       | 20                                                     | 110           |

## Diffusione
Le chiese locali sono attualmente 140 presenti in tutte le regioni italiane.

## Altre opere ecclesiali
Elenco di alcune opere ecclesiali:
- Fondazione apostolica "R.di G. Edizioni",
- Apostolica Magazine, rivista bimestrale ufficiale
- Infomissione, notiziario missionario ufficiale
- Centro studi teologici
- "Dono", Movimento nazionale femminile
- "Generazione", Movimento nazionale giovanile
- "Rise Up", Movimento nazionale adolescenti
- "Smile", Movimento nazionale infanzia
- "Soundchest", Movimento nazionale di musicisti, cantanti e danzatori
- "The Guardians", Movimento nazionale di intercessione

## Missioni
Elenco delle missioni all'estero, sostenute dalla chiesa italiana.
- Pogradec, Albania
- Lipova, Romania
- Lomé, Togo
- Spagna
- Perù
- Ecuador
- Colombia
- Bolivia
- Progetto "Corban": adozione a distanza di pastori in Sri Lanka, Ghana, Togo, Pakistan, Angola e Namibia.